# Харламово (Камешковский район)
Харламово — деревня в Камешковском районе Владимирской области России, входит в состав Вахромеевского муниципального образования.

## География
Деревня расположена на берегу реки Тальша в 1,5 км на юго-восток от центра поселения посёлка Имени Горького и в 15 км на север от райцентра Камешково.

## История
В XIX — первой четверти XX века деревня входила в состав Филяндинской волости Ковровского уезда, с 1926 года — в составе Тынцовской волости. В 1859 году в деревне числилось 12 дворов, в 1905 году — 17 дворов, в 1926 году — 27 дворов.
С 1929 года деревня входила в состав Ручкинского сельсовета Ковровского района, с 1940 года — в составе Вахромеевского сельсовета Камешковского района, с 2005 года — в составе Вахромеевского муниципального образования.

## Население
| 1859 | 1905 | 1926 |
| ---- | ---- | ---- |
| 90   | 102  | 140  |

| 1859 | 1905 | 1926 | 2002 | 2010 | 2021 |
| ---- | ---- | ---- | ---- | ---- | ---- |
| 90   | ↗102 | ↗140 | ↘12  | ↗23  | ↘16  |